# ブランドン・クローネンバーグ
ブランドン・クローネンバーグ（Brandon Cronenberg、1980年1月10日 - ）は、カナダの映画監督、脚本家。

## 人物
トロント出身。映画監督デヴィッド・クローネンバーグの息子。ライアソン大学に学ぶ。
短編映画やミュージック・ビデオの演出を手がけた後、2012年に初の長編映画『アンチヴァイラル』を監督、第65回カンヌ国際映画祭ある視点部門をはじめ、各映画祭で注目を集める。父・デヴィッド同様、SF・ホラーを撮っている。

## 主な作品
| 年   | 題名                                 | 備考       |
| ---- | ------------------------------------ | ---------- |
| 2012 | アンチヴァイラル Antiviral           | 監督・脚本 |
| 2020 | ポゼッサー Possessor                 | 監督・脚本 |
| 2023 | インフィニティ・プール Infinity Pool | 監督・脚本 |